# 馬其頓凱旋門

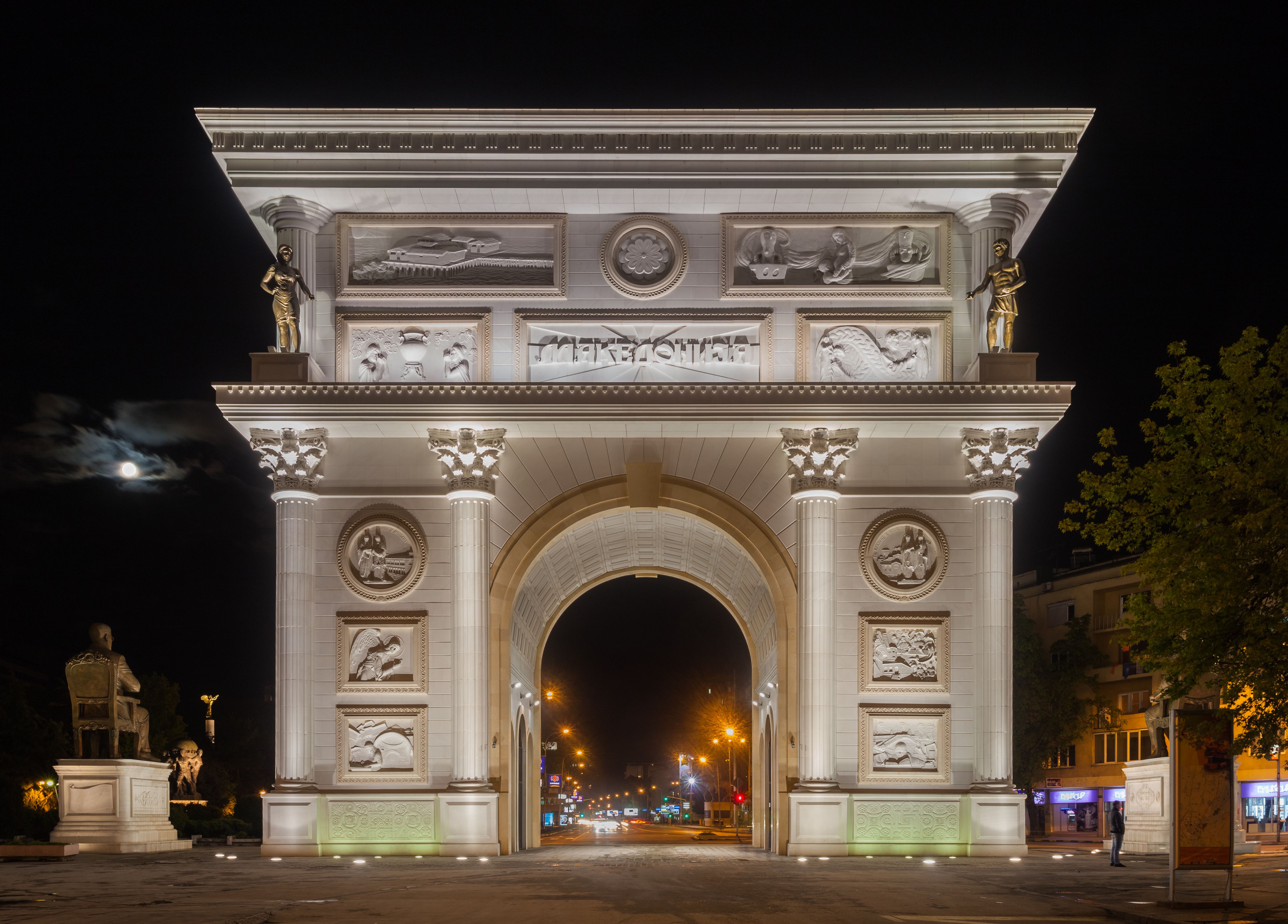
馬其頓凱旋門

馬其頓凱旋門是位於北馬其頓共和國首都斯科普里的一座凱旋門。
凱旋門在2011年開始建設，2012年1月竣工。